# الريشة الطائرة في الألعاب الأولمبية الصيفية 2020
من المقرر أن تقام منافسات الريشة الطائرة في دورة الألعاب الأولمبية الصيفية 2020 في طوكيو بين 24 يوليو و 2 أغسطس 2021.
سيتنافس ما مجموعه 172 رياضيًا في خمسة أحداث: فردي الرجال، زوجي الرجال، فردي السيدات، زوجي السيدات، والزوجي المختلط.

## التأهل
كان من المقرر أن تتم مرحلة التصفيات المؤهلة للألعاب الأولمبية بين 29 أبريل 2019 و 26 أبريل 2020، وأن تنشر قائمة الترتيب الخاصة بالاتحاد الدولي لريشة الطائرة في 30 أبريل 2020. إلى أنها تأجلت وعقدت بين فترة 29 أبريل 2019 و 6 يونيو 2021، وسيتم الإعتماد على قائمة الترتيب الخاصة بالاتحاد الدولي للعبة التي صدرت في 15 يونيو 2021، لتوزيع المقاعد. يمكن للوفود أن تشارك بلاعبيّن كحد أقصى في كل من فردي الرجال والسيدات، إذا كان كلاهما ضمن أفضل 16 لاعبًا في العالم؛ خلاف ذلك، مكان واحد للوفد حتى اكتمال قائمة الثمانية وثلاثين لاعبا. تنطبق قواعد مماثلة أيضًا على اللاعبين المتنافسين في الزوجي، حيث يمكن للوفود المشاركة بفريقين في الزوجي كحد أقصى إذا تم تصنيف كلاهما في المراكز الثمانية الأولى، بينما يحق للوفود المتبقية الحصول على مقعد واحد حتى يتم ملء حصة 16 زوجًا من أعلى التصنيفات. تضمن القواعد الإضافية تمثيل كل قارة في كل حدث، وتضمن للمضيف مكانًا واحدًا على الأقل في كل حدث فردي، وتعيين أماكن حصص إضافية إذا تأهل اللاعبون في أحداث متعددة.

## جدول
| ت | تصفيات | ⅛ | دور الـ 16 | ¼ | ربع النهائي | ½ | نصف النهائي | ن | نهائي |

| ص | فترة صباحية | ب | فترة بعد الظهر | م | فترة مسائية |

| تاريخ        | 24 يوليو | 24 يوليو | 25 يوليو | 25 يوليو | 26 يوليو | 26 يوليو | 27 يوليو | 27 يوليو | 28 يوليو | 28 يوليو | 29 يوليو | 29 يوليو | 30 يوليو | 30 يوليو | 31 يوليو | 31 يوليو | 1 أغسطس | 1 أغسطس | 2 أغسطس | 2 أغسطس |
| حدث          | ص        | م        | ص        | م        | ص        | م        | ص        | م        | ص        | م        | ص        | م        | ص        | ب        | ص        | م        | ب       | م       | ب       | م       |
| ------------ | -------- | -------- | -------- | -------- | -------- | -------- | -------- | -------- | -------- | -------- | -------- | -------- | -------- | -------- | -------- | -------- | ------- | ------- | ------- | ------- |
| فردي الرجال  | ت        | ت        | ت        | ت        | ت        | ت        | ت        | ت        |          | ت        |          | ⅛        |          |          | ¼        |          | ½       |         |         | ن       |
| زوجي رجال    | ت        | ت        | ت        | ت        | ت        | ت        | ت        | ت        |          |          | ¼        |          |          | ½        |          | ن        |         |         |         |         |
| فردي السيدات | ت        | ت        | ت        | ت        | ت        | ت        | ت        | ت        | ت        |          | ⅛        |          | ¼        | ¼        |          | ½        |         | ن       |         |         |
| زوجي سيدات   | ت        | ت        | ت        | ت        | ت        | ت        | ت        | ت        |          |          |          | ¼        |          |          | ½        |          |         |         | ن       |         |
| زوجي مختلط   | ت        | ت        | ت        | ت        | ت        | ت        |          |          | ¼        |          | ½        |          | ن        | ن        |          |          |         |         |         |         |

## الوفود المشاركة
- أستراليا (4)
- النمسا (1)
- أذربيجان (1)
- بلجيكا (1)
- البرازيل (2)
- بلغاريا (3)
- كندا (8)
- الصين (14)
- الدنمارك (9)
- مصر (3)
- إستونيا (2)
- فنلندا (2)
- فرنسا (4)
- ألمانيا (5)
- بريطانيا العظمى (6)
- غواتيمالا (1)
- هونغ كونغ (4)
- المجر (2)
- الهند (4)
- إندونيسيا (11)
- جزيرة أيرلندا (1)
- اليابان (13) المضيف
- ماليزيا (8)
- المالديف (1)
- مالطا (1)
- موريشيوس (1)
- المكسيك (1)
- مينمار (1)
- هولندا (6)
- نيوزيلندا (1)
- نيجيريا (3)
- باكستان (1)
- بيرو (1)
- روسيا (4)
- سنغافورة (2)
- سلوفاكيا (1)
- كوريا الجنوبية (10)
- إسبانيا (1)
- سريلانكا (1)
- السويد (1)
- سويسرا (1)
- تايبيه الصينية (5)
- تايلاند (7)
- تركيا (2)
- أوكرانيا (1)
- الولايات المتحدة (2)
- فيتنام (2)

## ملخص الميداليات

### جدول الميداليات
*   البلد المضيف ( اليابان)
| المرتبة | NOC            | ذهبية | فضية | برونزية | المجموع |
| ------- | -------------- | ----- | ---- | ------- | ------- |
| 1       | الصين          | 2     | 4    | 0       | 6       |
| 2       | تايبيه الصينية | 1     | 1    | 0       | 2       |
| 3       | إندونيسيا      | 1     | 0    | 1       | 2       |
| 4       | الدنمارك       | 1     | 0    | 0       | 1       |
| 5       | الهند          | 0     | 0    | 1       | 1       |
| 5       | اليابان*       | 0     | 0    | 1       | 1       |
| 5       | كوريا الجنوبية | 0     | 0    | 1       | 1       |
| 5       | ماليزيا        | 0     | 0    | 1       | 1       |
| المجموع | المجموع        | 5     | 5    | 5       | 15      |

### الحاصلون على الميداليات
| Men's singles   | فيكتور أكسلسن · الدنمارك                    | تشن لونغ · الصين                    | Anthony Sinisuka Ginting · إندونيسيا          |  |  |  |
| Men's doubles   | تايبيه الصينية · Lee Yang · Wang Chi-lin    | الصين · Li Junhui · Liu Yuchen      | ماليزيا · ارون شيا · سوه ووي ييك              |  |  |  |
|                 |                                             |                                     |                                               |  |  |  |
| Women's singles | تشن يوفي · الصين                            | تاي تزو يينغ · تايبيه الصينية       | بي في سيندهو · الهند                          |  |  |  |
| Women's doubles | إندونيسيا · Greysia Polii · Apriyani Rahayu | الصين · Chen Qingchen · Jia Yifan   | كوريا الجنوبية · Kim So-yeong · Kong Hee-yong |  |  |  |
|                 |                                             |                                     |                                               |  |  |  |
| Mixed doubles   | الصين · Wang Yilyu · Huang Dongping         | الصين · Zheng Siwei · Huang Yaqiong | اليابان · Yuta Watanabe · Arisa Higashino     |  |  |  |